# Pronophilina
Sous-tribu
Les Pronophilina sont une sous-tribu de lépidoptères (papillons) de la famille des Nymphalidae, de la sous-famille des Satyrinae et de la tribu des Satyrini.

## Historique
Cette sous-tribu a été décrite par l'entomologiste finlandais Enzio Reuter (en) en 1896.

## Liste des genres
Altopedaliodes
Apexacuta
Argyrophorus
Auca
Calisto
Cheimas
Chillanella
Corades
Cosmosatyrus
Daedalma
Diaphanos
Elina
Eretris
Etcheverrius
Eteona
Faunula
Foetterleia
Haywardella
Ianussiusa
Idioneurula
Junea
Lasiophila C. Felder & R. Felder, 1859
Lymanopoda
Manerebia
Mygona
Nelia
Oxeoschistus
Pampasatyrus
Panyapedaliodes
Parapedaliodes
Pedaliodes Butler, 1867
Praepedaliodes
Proboscis
Pronophila
Pseudomaniola
Punapedaliodes
Punargentus
Quilaphoetosus
Redonda
Steremnia
Steroma
Steromapedaliodes
Tamania
Thiemeia

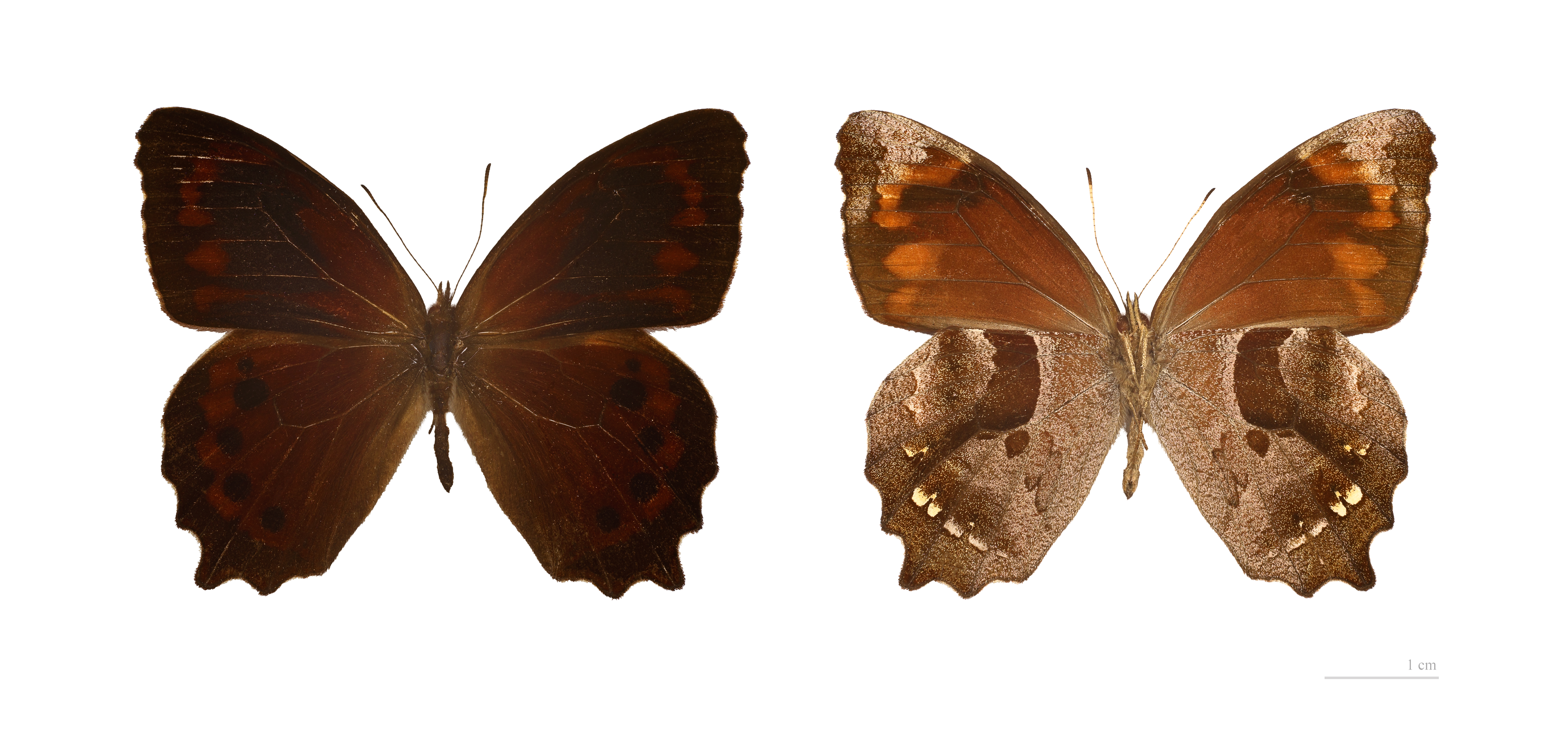
Lasiophila orbifera - MHNT
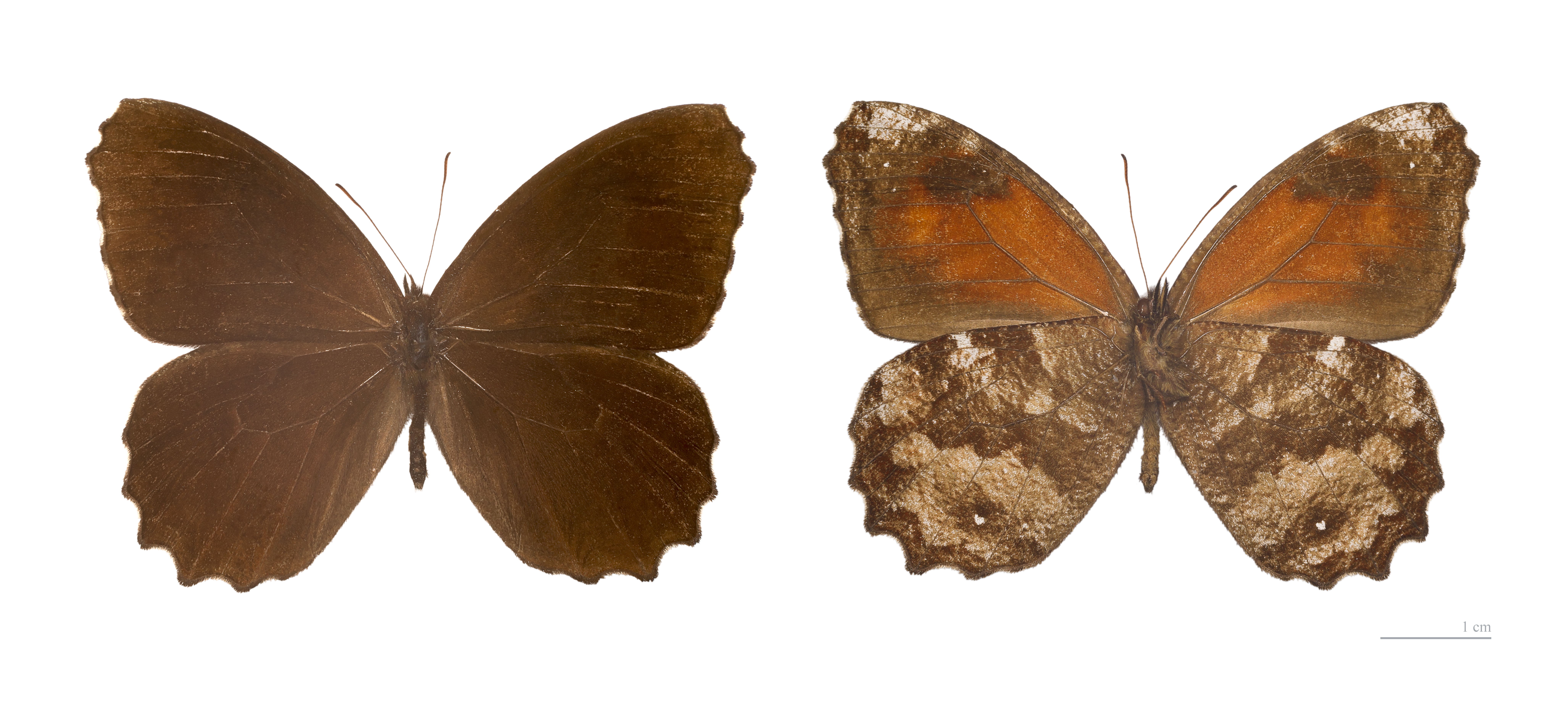
Pedaliodes hewitsoni - MHNT